# Leccinum snellii
Léccinum snéllii (лат.) — гриб из рода обабок (Leccinum) семейства болетовые (Boletaceae). Назван в честь американского миколога Уолтера Снелла.

## Биологическое описание
- Шляпка 3—7,5 см в диаметре, в молодом возрасте выпуклая, затем становится уплощённой и почти плоской, тёмно-коричневого или почти чёрного цвета, выцветающая до тёмно-желтовато-коричневого, нередко с кремовыми пятнами, сухая, бархатистая, затем более или менее гладкая.
- Мякоть белого цвета, на воздухе в верхней части ножки и шляпке, медленно становится красно-оранжевой, в основании ножки — сине-зелёной, затем чернеет, без особого вкуса и запаха.
- Гименофор трубчатый, сначала белого, затем серого или серо-коричневого цвета, при повреждении желтеет или корчиневеет, на 1 мм приходятся 2—3 поры.
- Ножка 4—11,5 см длиной, почти ровная или немного сужающаяся кверху, беловатого цвета, густо покрытая серо-коричневыми или черноватыми чешуйками.
- Споровый порошок коричневого цвета. Споры 16—22×5—7,5 мкм, веретеновидной формы, гладкие, светло-коричневого цвета.
- Является съедобным грибом.

## Экология и ареал
Встречается одиночно или небольшими группами, в смешанных лесах, на почве, образует микоризу с берёзой. Известен из Северной Америки.

## Сходные виды
- Leccinum scabrum (Bull.) Gray, 1821 отличается более светлой шляпкой и мякотью, не меняющей цвет на воздухе.